# Dasyhelea spiralis
Dasyhelea spiralis är en tvåvingeart som beskrevs av Remm 1966. Dasyhelea spiralis ingår i släktet Dasyhelea och familjen svidknott. Inga underarter finns listade i Catalogue of Life.